# Tsentraluri stadioni Tbilisi
Tsentraluri stadioni Tbilisi (georgiska: ცენტრალური სტადიონი თბილისი; på svenska Centralstadion Tbilisi) var en fotbollsstadion i Tbilisi, huvudstaden i Georgien. Stadion hette egentligen Lavrenti Beria-Dinamostadion (georgiska: ლავრენტი ბერიას სახელობის დინამოს სტადიონი, Lavrenti Berias sachelobis dinamos stadioni). Stadion var den största i Georgien (då Georgiska SSR) och står på samma plats som dagens Boris Paitjadze-stadion står. Tsentraluri var hemmastadion för fotbollsklubben Dinamo Tbilisi. Arenan byggdes mellan år 1932 och 1935 lett av arkitekten Artjil Kurdiani.
Den ursprungliga stadion hade plats för 23 000 åskådare, men den byggdes ut år 1956 och fick då en ny kapacitet på 35 000 platser.
Under 1960- och 1970-talen började arkitekterna Artjil Kurdiani, Gia Kurdiani och Sjalva Gasasjvili planera en ny stadion. Projektet realiserades av Gia Kurdiani. Den 29 september 1976 invigdes den nya, Boris Paitjadze-stadion med en UEFA-cupsmatch för Dinamo Tbilisi mot Cardiff City FC.